# Bombardeig de Rotterdam
El Bombardeig de Rotterdam o Blitz de Rotterdam es refereix al bombardeig aeri de Rotterdam per la Luftwaffe el 14 de maig de 1940, durant la invasió alemanya dels Països Baixos durant la Segona Guerra Mundial. L'objectiu era donar suport a les tropes alemanyes que estaven lluitant a la ciutat, destruir la resistència neerlandesa i forçar als holandesos a rendir-se. Tot i que les l'estratègia van tenir èxit, el mal funcionament de les comunicacions alemanyes provocà l'innecessari bombardeig de gran part del centre de la ciutat.

## Preludi
Els Països Baixos estaven estratègicament situats entre la Gran Bretanya i Alemanya, convertint-la en una base aèria i naval idònia per llançar l'operació Lleó Marí, la invasió planejada de les illes britàniques que seguiria la batalla d'Anglaterra. Els Països Baixos havien optat per la neutralitat durant la I Guerra Mundial i planejaven fer el mateix durant la Segona Guerra Mundial. És notable el fet que rebutgés acceptar armament francès, de manera que no se'ls associés amb cap bàndol. Mentre que l'operació armamentística s'incrementà després de la invasió de Dinamarca al febrer de 1940, els Països Baixos tenien 35 blindats moderns, 135 avions i 280.000 soldats, mentre que Alemanya disposava de 159 tancs, 1.200 avions moderns i uns 150.000 soldats disponibles només pel teatre neerlandès.
Amb un avantatge militar significatiu, Alemanya es preparà per fer servir les seves tàctiques de Blitzkrieg, primer prenent el control dels objectius claus militars i estratègics, com els aeroports, els ponts i les carreters, i després fer-los servir per prendre el control de la resta del país. Una invasió dels Països Baixos va ser comentada per primera vegada el 9 d'octubre de 1939, quan Hitler ordenà que "s'han de fer preparatius per a una acció ofensiva al flanc Nord del Front Occidental travessant la zona de Luxemburg, Bèlgica i els Països Baixos. Aquest atac ha de portar-se a terme tan aviat i tan de pressa com sigui possible." Els preparatius s'iniciaren quan Hitler ordenà als oficials alemanys que capturessin uniformes neerlandesos i els usessin per adquirir informació sobre les tàctiques defensives neerlandeses.
Finalment Alemanya atacà els Països Baixos en les primeres hores del 10 de maig de 1940. l'atac s'inicià amb la Luftwaffe travessant l'espai aeri neerlandès, donant la impressió que l'objectiu final era el Regne Unit. En canvi, els avions giraren sobre el mar del Nord i tornaren per atacar des de l'oest, llançant paracaigudes als aeròdroms de Valkenburg i Ockenburg, prop de la seu del govern neerlandesa i del Palau Reial de La Haia, iniciant-se la batalla de la Haia. Mentre que Alemanya havia planejat prendre el país de cop i volta gràcies a aquesta tàctica, els neerlandesos aturaren l'avanç a la regió carbonera de Fortress Holland, alentint la invasió alemanya.

## Batalla de Rotterdam
El matí del 13 de maig de 1940 la situació a Rotterdam estava en un punt mort, igual que havia estat els 3 dies anteriors. Les forces de la guarnició sota el coronel Scharroo ocupaven la riba nord del Nieuwe Maas, que transcorre per la ciutat i evitaven que el travessessin els alemanys; les tropes alemanyes incloïen tropes aerotransportades del General Student i les forces recent arribades del General Schmidt (la 9a Divisió Panzer i la Leibstandarte Adolf Hitler, un regiment motoritzat de les SS.)
Un contraatac neerlandès d'una companyia dels marines neerlandesos fracassà en reconquerit el pont de Willemsbrug, un lloc clau. Diverses temptatives de la Força Aèria Neerlandesa per destruir el pont també fracassaren.
El matí del 14 de maig, Hitler publicà la seva "Weisung" Nr. 11. Sobre el teatre d'operacions Neerlandès, on afirma el següent:
| « | La capacitat de resistència de l'exèrcit neerlandès s'ha demostrat més forta del esperat. Motius tant polítics com militars exigeixen que aquesta resistència es trenqui tan aviat com sigui possible. És missió de l'exèrcit capturar la Fortress Holland mitjançant forces del sud, combinats amb un atac des del front est. A més, la força aèria ha de, mentre que afebleix les forces que han suportat al 6è Exèrcit, facilitar la ràpida caiguda de la Fortress Holland. | » |

El general Schmidt havia planejat un assalt combinat per a l'endemà, 14 de maig, usant tancs de la 9a Panzer, juntament amb llança-flames, tropes SS i enginyers de combat. Les tropes aerotransportades haurien de fer una travessa amfíbia del riu i atacar pel flanc pel districte de Kralingen. L'atac estaria precedit per un bombardeig d'artilleria, mentre que el general Schmidt havia demanat el suport de la Luftwaffe, en forma d'enviar un Gruppe (uns 25 avions) de bombarders en picat Ju-87 Stuka, especialment per a un atac de precisió.
La petició de Schmidt per suport aeri arribà a Berlín, a l'estat major de la Luftflotte 2. En lloc de bombarders de precisió, Schmidt va rebre un bombardeig en estora de bombarders Heinkel He 111 juntament amb un gruppe de Stukas dirigits contra alguns punts estratègics.

## El bombardeig

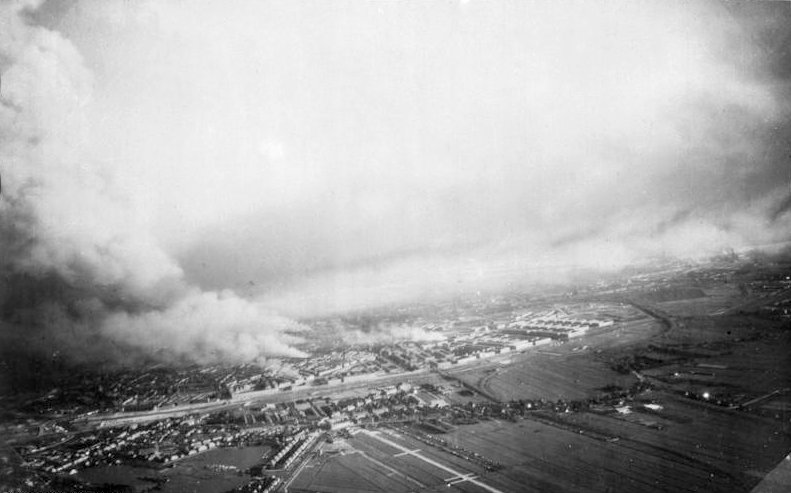
El centre de Rotterdam en flames després del bombardeig.

Schmidt usà l'amenaça de destruir la ciutat per tal de forçar al coronel Scharroo que rendís la ciutat. Rotterdam, el major objectiu industrial neerlandès i un punt de gran importància estratègica pels alemanys, havia de ser bombardejat. Scharroo es negà. Es marcaren les 13:20 com a hora d'inici pel bombardeig.
Schidt proposà un segon ultimàtum a les 16:20. Però quan el negociador neerlandès estava travessant aquesta informació, se sentí el ressò dels bombarders: un total de 90 bombarders del Kampfgeschwader 54 s'apropaven a la ciutat.
Student va comunicar-se per ràdio per posposar l'atac planejat. Quan el missatge arribà el post de comandament del KG 54, el Kommodore, Oberst Walter Lackner, ja estava apropant-se a Rottedam i els seus avions havien recollit les seves antenes de llarg abast. La boira i el fum havien enfosquit l'objectiu, i per assegurar que les defenses neerlandeses eren atacades, Lackner va fer baixar la seva formació a 700 metres. Les forces alemanyes a terra dispararn bengales per advertir als avions, després que 3 avions de la formació sud ha haguessin descarregat, tot i que els altres 24 avortaren el seu atac. La formació principal venia del nord-est, incapaç d'advertir les flames vermelles llançades des del sud de la ciutat, i procediren amb l'atac. 54 He 111 van baixar per deixar anar 97 tones de bombes, principalment al cor de la ciutat.

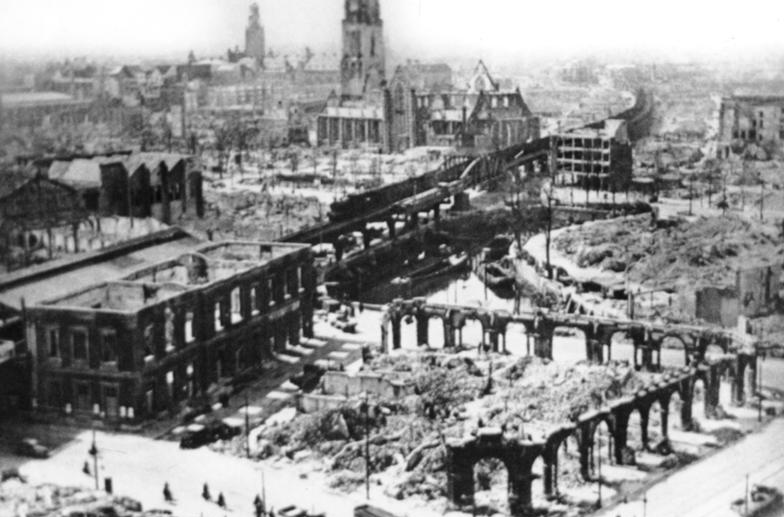
L'Estació Rotterdam Blaak i Laurenskerk

Per què la formació no va rebre l'ordre d'avortar la missió abans segueix sent controvertit. L'Oberst Lackner de la principal formació afirmà que les seves tripulacions eren incapaces de veure flames vermelles a causa de la humitat i del dens fum dels incendis, i necessitaren baixar a 2.000 peus. Però les bengales vermelles, que Lackner no va veure, podrien haver estat emprades pels alemanys per mostrar la seva situació a la ciutat per evitar el foc amic (el manual alemany indicava el vermell com el color designat amb aquest propòsit).
En total es van llançar 1.150 bombes de 50 kg i 158 de 250 kg, principalment a les zones residencials de Kralingen i al centre medieval de la ciutat. La major part d'edificis van ser tocats i van incendiar-se, resultant en focs incontrolables que empitjoraren durant els dies següents quan els forts vents emergiren en una tempesta de foc. Hotton constata que les bombes van encendre tancs d'oli vegetal als ports, que causaren que els incendis avancessin cap al centre de la ciutat, causant una gran devastació. Tot i que és impossible saber les xifres exactes, prop de 1.000 persones van morir i 85.000 van perdre les seves llars. Uns 2,6km2 de la ciutat van quedar arrasats: 24.978 llars, 24 esglésies, 2.320 botigues, 775 magatzems i 62 escoles van ser destruïdes. Schmidt envià un missatge de conciliació al comandant neerlandès, General Winkelman, que es rendí poc després a, un poble al sud-est de Rotterdam. L'escola on els neerlandesos signaren la seva rendició posteriorment es convertí en un museu.

## Després de la batalla

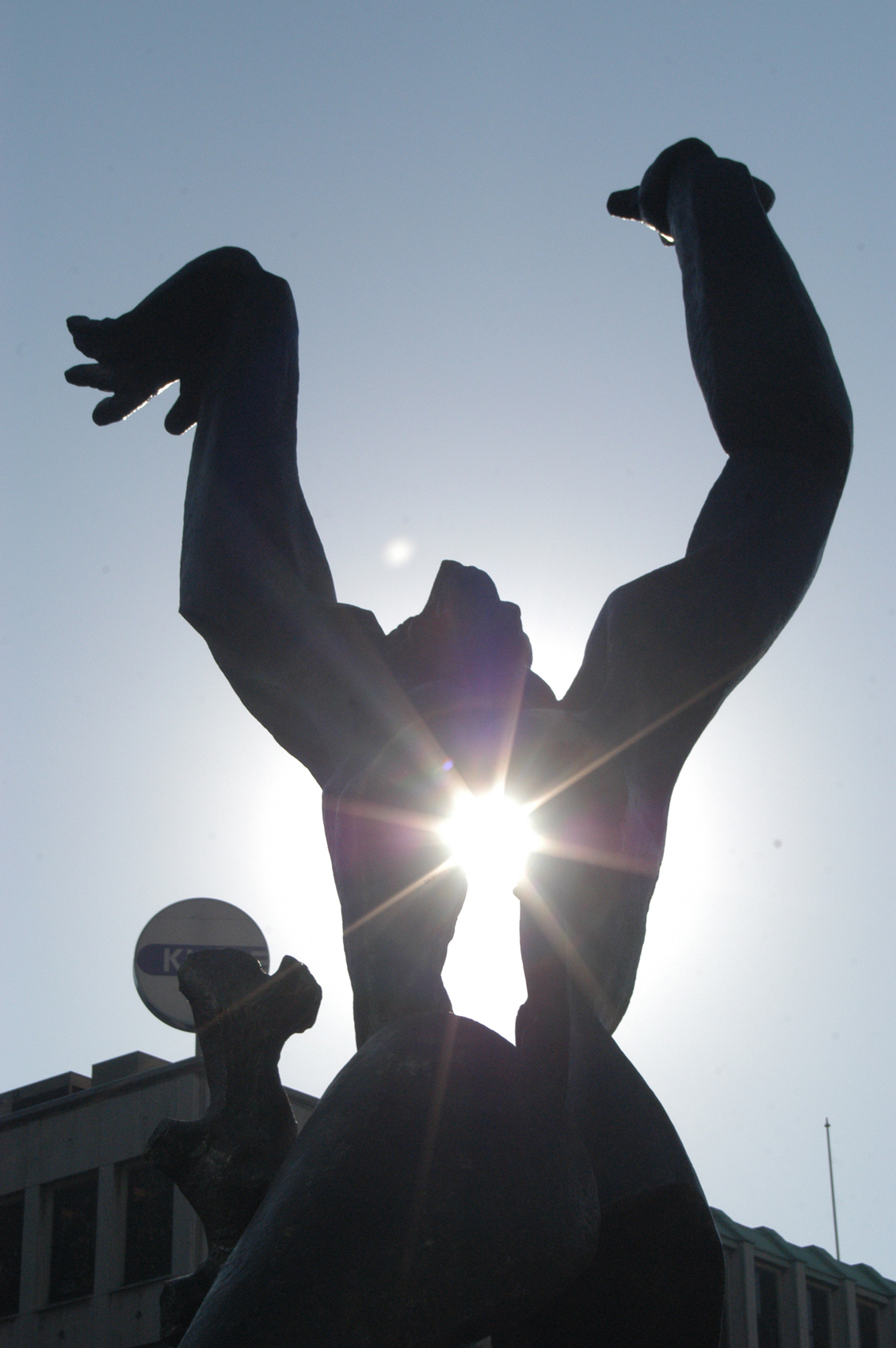
De Verwoeste Stad (La ciutat destruïda), escultura d'Ossip Zadkine a Rotterdam.

Les forces armades neerlandeses no tenien mitjans efectius per aturar els bombarders (la Força Aèria Neerlandesa pràcticament havia deixat d'existir i els seus canons antiaeris havien estat traslladats a la Haia), així que quan els alemanys presentaren un ultimàtum semblant, amb l'objectiu d'Utrecht, el govern neerlandès decidí capitular davant la possibilitat que una altra ciutat fos destruïda. Les agències de notícies occidentals exageraren el succés amb propòsits de propaganda, mostrant a Rotterdam com una ciutat destruïda pel bombardeig de terror sense contemplacions per la vida dels civils, amb 30.000 cadàvers sepultats sota les runes. El nombre de cadàvers "sota les runes" va ser relativament baix, car centenars de civils havien marxat a zones més segures de Rotterdam o a altres ciutats durant els primers quatre dies. El setmanari alemanyDie Mühle afirmà que la culpa era del govern holandès per convertir Rotterdam en una fortalesa, malgrat múltiples peticions d'evacuació. També afirmà que la vella ciutat va ser encesa per bombes holandeses i amb propòsits incendiaris.
El Regne Unit tenia una política de bombardejar només objectius militars i infraestructures com ports i instal·lacions ferroviàries d'importància vital. Si bé es reconegué que el bombardeig sobre Alemanya podria causar víctimes civils, el govern britànic renuncià al bombardeig deliberat de propietats civils fora de les zones de combat (que després de la caiguda de Polònia, significava les zones alemanyes a l'est del Rin) com a tàctica militar. Aquesta política va abandonar-se el 15 de maig de 1940, un dia després del Blitz de Rotterdam, quan la RAF va dirigir-se per contra objectius al Ruhr, incloent plantes petrolieres i d'altres objectius civils industrials que recolzaven l'esforç bèl·lic alemany, com els alts forns que estaven molt il·luminats a la nit. El primer atac de la RAF a l'interior d'Alemanya va tenir la nit del 15/16 de maig de 1940.

### Atacs aeris 1940-1945
Després del bombardeig de la Luftwaffe el 14 de maig la ciutat suportà diversos atacs aeris de les forces aèries aliades durant l'ocupació alemanya dels Països Baixos. Se sap de la RAF i la USAAF llançaren 128 atacs aeris sobre Rotterdam i la seva rodalia. Aproximadament la meitat d'aquests atacs van ser dirigits contra objectius dins dels límits ciutadans de Rotterdam. La resta van ser principalment dirigits a objectius propers com Pernis (indústries petroquímiques i tancs d'emmagatzematge de combustible), i les drassanes de Schiedam i la zona de Nieuwe Waterweg. Durant aquests atacs van morir 884 persones i 631 més van resultar ferides.

### El "bombardeig oblidat", 31 de març de 1943
El 31 de març de 1943 els bombarders de la USAAF atacaren les instal·lacions portuàries a l'oest de Rotterdam. L'àrea industrial entre Keilehaven i Merwehaven va ser atacada. Una combinació de forts vents i condicions nuboses van causar grans danys a les zones residencials colindants, especialment al districte de Bospolder-Tussendijken. 401 persones van morir, i 16.500 persones van perdre les seves llars.
Aquest bombardeig posteriorment va ser anomenat el "Bombardeig Oblidat". Des del 31 de març de 1993 hi ha un monument a Gijsingpark commemorant les víctimes.